# TETI
La TETI (Società Telefonica Tirrena) era una compagnia telefonica italiana che operava in Liguria, Toscana, Lazio, Sardegna e nel circondario di Orvieto in Umbria; nel 1964 sarà fusa e incorporata nella SIP.

## Storia

### Premessa
Il sistema legislativo in materia di concessioni telefoniche, che risaliva al 1881, quando si erano costituite le prime aziende per la gestione del servizio telefonico nelle città italiane, necessitava di una riorganizzazione della gestione stessa: se preferire la gestione statale o la gestione in concessione a privati. Con R.D. n.399 dell'8 febbraio 1923 si preferì la seconda soluzione, anche per non addossare allo Stato le ingenti uscite per i necessari investimenti per lo sviluppo del servizio, in enorme crescita in tutto il mondo industrializzato. Una commissione apposita predispose i capitolati da stipulare con le nuove concessionarie, fissando la ripartizione del servizio in cinque zone territoriali, più una sesta per l'esercizio telefonico interurbano.

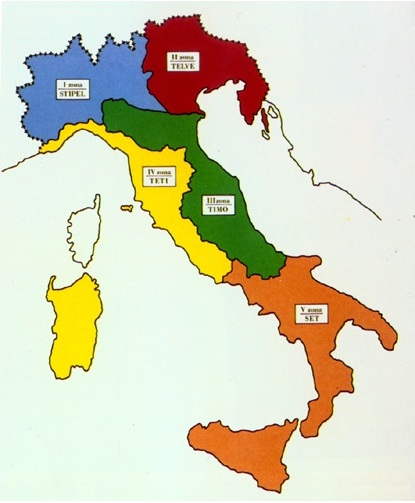
Cartina concessionarie

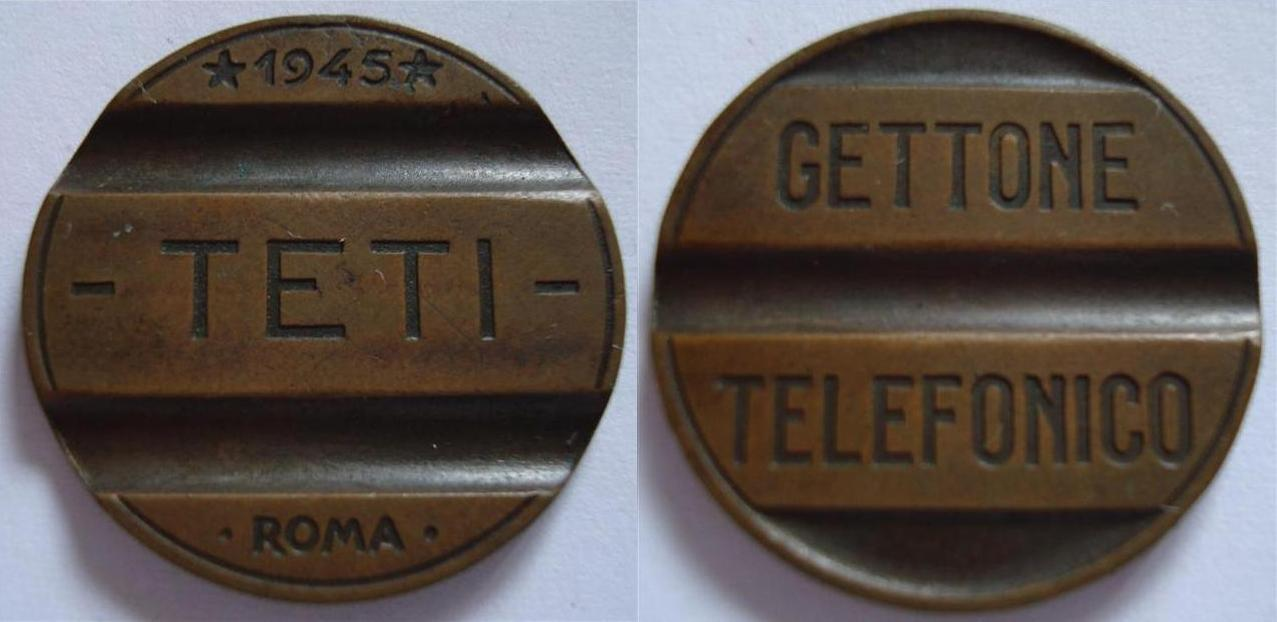
Gettone telefonico TETI a tre scanalature del 1945.

### Fondazione
TE.TI. (Telefonica Tirrena) fu fondata a Livorno da Luigi Orlando e Alberto Pirelli il 15 ottobre 1924. Fu gestita dalla finanziaria "La Centrale" per ottenere la concessione del servizio telefonico. Nel 1925 TE.TI. vinse la gara, aggiudicandosi la quarta zona che comprendeva le regioni Liguria, Toscana, Lazio, Sardegna e, come anomalia rispetto al piano regolatore telefonico nazionale, il circondario di Orvieto, che essendo in Umbria avrebbe dovuto far capo alla TIMO, concessionaria per la terza zona.

### Sviluppo e diffusione

La sede centrale della Società telefonica tirrena a Firenze 1927

Dopo il primo triennio di gestione i risultati furono notevoli: gli abbonati crebbero dai 37.105 del 1º luglio 1925 ai 58.380 del 30 settembre 1928; i centri urbani aumentarono da 45 a 85; gli uffici e i posti pubblici da 916 a 1020; le linee interurbane da km 7.528 a km 10.554; il numero degli apparecchi installati salì a 73.000. Inoltre a Roma furono eseguiti ingenti lavori per l'importo di oltre cento milioni di lire, e al 30 settembre 1928 erano operanti sette centrali automatiche: le due maggiori (corso Vittorio e Santa Maria in Via) provvedevano al traffico del centro, mentre Prati, Salaria, Appia, Parioli e Nomentana servivano le esigenze dei quartieri periferici; la capacità complessiva delle centrali romane superava i 60.000 numeri.

La centrale automatica di Roma Viminale 1927

Il sistema automatico venne esteso anche a Genova, Firenze, Livorno e a quasi tutti i centri minori. Livorno fu la prima sede della società, in quanto tra gli azionisti figurava anche qualche membro della famiglia di Costanzo Ciano, allora ministro delle Poste e Telecomunicazioni.
Dopo la sistemazione delle grandi reti urbane, cominciò una vasta opera di riordinamento ed ampliamento della rete interurbana di competenza; al contempo veniva curata anche la riorganizzazione e il miglioramento del servizio automatico rurale.

### La guerra
In seguito alla crisi degli anni trenta e allo scoppio della seconda guerra mondiale, molte delle reti telefoniche italiane furono danneggiate e in alcuni casi distrutte. Questa situazione portò a un forte calo degli abbonati in tutta Italia; in particolare nelle zone controllate da TE.TI. si verificò una notevole riduzione degli abbonati che dai 208.455 del 1942 diventarono 163.388 nel 1944.
Nell'immediato dopoguerra le concessionarie telefoniche si occuparono del risanamento delle devastazioni portate dalla guerra, questo fu fondamentale per la crescita delle reti urbane e interurbane e soprattutto per una forte ripresa del numero di abbonati. Alla fine del 1962 fu raggiunto da TE.TI. il principale obiettivo di un milione di nuovi abbonati.
Nel 1945 la TE.TI. realizzò il primo gettone telefonico a tre scanalature che poteva essere utilizzato in qualunque tipo di telefono pubblico.

### Cessione della società
Nel 1958 l'IRI acquisì i pacchetti azionari di maggioranza di TE.TI. trasferendoli a STET, che era la finanziaria di settore dell'IRI istituita nel 1933.
Iniziò così il processo di unificazione del sistema telefonico che si concluse nel 1964 con la fusione per incorporazione di TE.TI. e delle altre quattro società concessionarie nella SIP - Società idroelettrica piemontese, che successivamente modificò la sua ragione sociale in Sip (Società italiana per l'esercizio telefonico). Essa investiva nel settore telefonico i ricavi ottenuti dalla nazionalizzazione del servizio elettrico che gestiva nell'Italia settentrionale.